# Grenadiaans voetbalelftal (mannen)
Het Grenadiaans voetbalelftal is een team van voetballers dat Grenada vertegenwoordigt bij internationale wedstrijden zoals de kwalificatiewedstrijden voor het WK en de Caribbean Cup.
De Grenada Football Association werd in 1924 opgericht en is aangesloten bij de Caraïbische Voetbalunie (CFU), de CONCACAF en de FIFA (sinds 1978). Het Grenadiaans voetbalelftal behaalde in juli 2006 met de 88e plaats de hoogste positie op de FIFA-wereldranglijst, in december 2007 werd met de 176e plaats de laagste positie bereikt.

## Deelname internationale voetbaltoernooien

### Wereldkampioenschap
Op 30 maart 1980 speelt Grenada zijn eerste kwalificatiewedstrijd. Dat was voor zowel het CONCACAF-kampioenschap als het WK-voetbal van 1982. Tegen Guyana werd het 2–5. De thuiswedstrijd werd eveneens verloren met 2–3. Na een paar jaar van afwezigheid deed Grenada vanaf 1998 weer mee aan kwalificatiewedstrijden voor het wereldkampioenschap voetbal.
| Wereldkampioenschap voetbal overzicht | Wereldkampioenschap voetbal overzicht | Wereldkampioenschap voetbal overzicht | Wereldkampioenschap voetbal overzicht | Wereldkampioenschap voetbal overzicht | Wereldkampioenschap voetbal overzicht | Wereldkampioenschap voetbal overzicht | Wereldkampioenschap voetbal overzicht | Wereldkampioenschap voetbal overzicht |
| Jaar                                  | Ronde                                 | Wed.                                  | W                                     | G                                     | V                                     | DV                                    | DT                                    | Kwal                                  |
| ------------------------------------- | ------------------------------------- | ------------------------------------- | ------------------------------------- | ------------------------------------- | ------------------------------------- | ------------------------------------- | ------------------------------------- | ------------------------------------- |
| 1982                                  | Niet gekwalificeerd                   | Niet gekwalificeerd                   | Niet gekwalificeerd                   | Niet gekwalificeerd                   | Niet gekwalificeerd                   | Niet gekwalificeerd                   | Niet gekwalificeerd                   | Niet gekwalificeerd                   |
| 1986                                  | Teruggetrokken                        | Teruggetrokken                        | Teruggetrokken                        | Teruggetrokken                        | Teruggetrokken                        | Teruggetrokken                        | Teruggetrokken                        | Teruggetrokken                        |
| 1990–1994                             | Geen deelname                         | Geen deelname                         | Geen deelname                         | Geen deelname                         | Geen deelname                         | Geen deelname                         | Geen deelname                         | Geen deelname                         |
| 1998                                  | Niet gekwalificeerd                   | Niet gekwalificeerd                   | Niet gekwalificeerd                   | Niet gekwalificeerd                   | Niet gekwalificeerd                   | Niet gekwalificeerd                   | Niet gekwalificeerd                   | Niet gekwalificeerd                   |
| 2002                                  | Niet gekwalificeerd                   | Niet gekwalificeerd                   | Niet gekwalificeerd                   | Niet gekwalificeerd                   | Niet gekwalificeerd                   | Niet gekwalificeerd                   | Niet gekwalificeerd                   | Niet gekwalificeerd                   |
| 2006                                  | Niet gekwalificeerd                   | Niet gekwalificeerd                   | Niet gekwalificeerd                   | Niet gekwalificeerd                   | Niet gekwalificeerd                   | Niet gekwalificeerd                   | Niet gekwalificeerd                   | Niet gekwalificeerd                   |
| 2010                                  | Niet gekwalificeerd                   | Niet gekwalificeerd                   | Niet gekwalificeerd                   | Niet gekwalificeerd                   | Niet gekwalificeerd                   | Niet gekwalificeerd                   | Niet gekwalificeerd                   | Niet gekwalificeerd                   |
| 2014                                  | Niet gekwalificeerd                   | Niet gekwalificeerd                   | Niet gekwalificeerd                   | Niet gekwalificeerd                   | Niet gekwalificeerd                   | Niet gekwalificeerd                   | Niet gekwalificeerd                   | Niet gekwalificeerd                   |
| 2018                                  | Niet gekwalificeerd                   | Niet gekwalificeerd                   | Niet gekwalificeerd                   | Niet gekwalificeerd                   | Niet gekwalificeerd                   | Niet gekwalificeerd                   | Niet gekwalificeerd                   | Niet gekwalificeerd                   |
| 2022                                  | Niet gekwalificeerd                   | Niet gekwalificeerd                   | Niet gekwalificeerd                   | Niet gekwalificeerd                   | Niet gekwalificeerd                   | Niet gekwalificeerd                   | Niet gekwalificeerd                   | Niet gekwalificeerd                   |
| 2026                                  | Niet gekwalificeerd                   | Niet gekwalificeerd                   | Niet gekwalificeerd                   | Niet gekwalificeerd                   | Niet gekwalificeerd                   | Niet gekwalificeerd                   | Niet gekwalificeerd                   | Niet gekwalificeerd                   |

### Caribbean Cup
| Caribbean Cup overzicht | Caribbean Cup overzicht | Caribbean Cup overzicht | Caribbean Cup overzicht | Caribbean Cup overzicht | Caribbean Cup overzicht | Caribbean Cup overzicht | Caribbean Cup overzicht | Caribbean Cup overzicht |
| Jaar                    | Ronde                   | Wed.                    | W                       | G                       | V                       | DV                      | DT                      | Kwal                    |
| ----------------------- | ----------------------- | ----------------------- | ----------------------- | ----------------------- | ----------------------- | ----------------------- | ----------------------- | ----------------------- |
| 1989                    | Tweede                  | 7                       | 4                       | 2                       | 1                       | ?                       | ?                       | (Kwal.)                 |
| 1990                    | Groepsfase              | 2                       | 0                       | 1                       | 1                       | 0                       | 5                       | (Kwal.)                 |
| 1991                    | Geen deelname           | Geen deelname           | Geen deelname           | Geen deelname           | Geen deelname           | Geen deelname           | Geen deelname           | Geen deelname           |
| 1992                    | Niet gekwalificeerd     | Niet gekwalificeerd     | Niet gekwalificeerd     | Niet gekwalificeerd     | Niet gekwalificeerd     | Niet gekwalificeerd     | Niet gekwalificeerd     | Niet gekwalificeerd     |
| 1993                    | Niet gekwalificeerd     | Niet gekwalificeerd     | Niet gekwalificeerd     | Niet gekwalificeerd     | Niet gekwalificeerd     | Niet gekwalificeerd     | Niet gekwalificeerd     | Niet gekwalificeerd     |
| 1994                    | Niet gekwalificeerd     | Niet gekwalificeerd     | Niet gekwalificeerd     | Niet gekwalificeerd     | Niet gekwalificeerd     | Niet gekwalificeerd     | Niet gekwalificeerd     | Niet gekwalificeerd     |
| 1995                    | Niet gekwalificeerd     | Niet gekwalificeerd     | Niet gekwalificeerd     | Niet gekwalificeerd     | Niet gekwalificeerd     | Niet gekwalificeerd     | Niet gekwalificeerd     | Niet gekwalificeerd     |
| 1996                    | Niet gekwalificeerd     | Niet gekwalificeerd     | Niet gekwalificeerd     | Niet gekwalificeerd     | Niet gekwalificeerd     | Niet gekwalificeerd     | Niet gekwalificeerd     | Niet gekwalificeerd     |
| 1997                    | Vierde                  | 4                       | 1                       | 1                       | 3                       | 6                       | 8                       | (Kwal.)                 |
| 1998                    | Niet gekwalificeerd     | Niet gekwalificeerd     | Niet gekwalificeerd     | Niet gekwalificeerd     | Niet gekwalificeerd     | Niet gekwalificeerd     | Niet gekwalificeerd     | Niet gekwalificeerd     |
| 1999                    | Groepsfase              | 3                       | 0                       | 0                       | 3                       | 4                       | 10                      | (Kwal.)                 |
| 2001                    | Niet gekwalificeerd     | Niet gekwalificeerd     | Niet gekwalificeerd     | Niet gekwalificeerd     | Niet gekwalificeerd     | Niet gekwalificeerd     | Niet gekwalificeerd     | Niet gekwalificeerd     |
| 2005                    | Niet gekwalificeerd     | Niet gekwalificeerd     | Niet gekwalificeerd     | Niet gekwalificeerd     | Niet gekwalificeerd     | Niet gekwalificeerd     | Niet gekwalificeerd     | Niet gekwalificeerd     |
| 2007                    | Niet gekwalificeerd     | Niet gekwalificeerd     | Niet gekwalificeerd     | Niet gekwalificeerd     | Niet gekwalificeerd     | Niet gekwalificeerd     | Niet gekwalificeerd     | Niet gekwalificeerd     |
| 2008                    | Tweede                  | 5                       | 2                       | 1                       | 2                       | 8                       | 11                      | (Kwal.)                 |
| 2010                    | Vierde                  | 5                       | 1                       | 2                       | 2                       | 3                       | 4                       | (Kwal.)                 |
| 2012                    | Niet gekwalificeerd     | Niet gekwalificeerd     | Niet gekwalificeerd     | Niet gekwalificeerd     | Niet gekwalificeerd     | Niet gekwalificeerd     | Niet gekwalificeerd     | Niet gekwalificeerd     |
| 2014                    | Niet gekwalificeerd     | Niet gekwalificeerd     | Niet gekwalificeerd     | Niet gekwalificeerd     | Niet gekwalificeerd     | Niet gekwalificeerd     | Niet gekwalificeerd     | Niet gekwalificeerd     |
| 2017                    | Niet gekwalificeerd     | Niet gekwalificeerd     | Niet gekwalificeerd     | Niet gekwalificeerd     | Niet gekwalificeerd     | Niet gekwalificeerd     | Niet gekwalificeerd     | Niet gekwalificeerd     |

### Gold Cup
| CONCACAF-kampioenschap overzicht | CONCACAF-kampioenschap overzicht | CONCACAF-kampioenschap overzicht | CONCACAF-kampioenschap overzicht | CONCACAF-kampioenschap overzicht | CONCACAF-kampioenschap overzicht | CONCACAF-kampioenschap overzicht | CONCACAF-kampioenschap overzicht | CONCACAF-kampioenschap overzicht |
| Jaar                             | Ronde                            | Wed.                             | W                                | G                                | V                                | DV                               | DT                               | Kwal                             |
| -------------------------------- | -------------------------------- | -------------------------------- | -------------------------------- | -------------------------------- | -------------------------------- | -------------------------------- | -------------------------------- | -------------------------------- |
| 1981                             | Niet gekwalificeerd              | Niet gekwalificeerd              | Niet gekwalificeerd              | Niet gekwalificeerd              | Niet gekwalificeerd              | Niet gekwalificeerd              | Niet gekwalificeerd              | Niet gekwalificeerd              |
| 1985                             | Teruggetrokken                   | Teruggetrokken                   | Teruggetrokken                   | Teruggetrokken                   | Teruggetrokken                   | Teruggetrokken                   | Teruggetrokken                   | Teruggetrokken                   |
| CONCACAF Gold Cup overzicht      |                                  |                                  |                                  |                                  |                                  |                                  |                                  |                                  |
| Jaar                             | Ronde                            | Wed.                             | W                                | G                                | V                                | DV                               | DT                               | Kwal                             |
| 1993                             | Niet gekwalificeerd              | Niet gekwalificeerd              | Niet gekwalificeerd              | Niet gekwalificeerd              | Niet gekwalificeerd              | Niet gekwalificeerd              | Niet gekwalificeerd              | Niet gekwalificeerd              |
| 1996                             | Niet gekwalificeerd              | Niet gekwalificeerd              | Niet gekwalificeerd              | Niet gekwalificeerd              | Niet gekwalificeerd              | Niet gekwalificeerd              | Niet gekwalificeerd              | Niet gekwalificeerd              |
| 1998                             | Niet gekwalificeerd              | Niet gekwalificeerd              | Niet gekwalificeerd              | Niet gekwalificeerd              | Niet gekwalificeerd              | Niet gekwalificeerd              | Niet gekwalificeerd              | Niet gekwalificeerd              |
| 2000                             | Niet gekwalificeerd              | Niet gekwalificeerd              | Niet gekwalificeerd              | Niet gekwalificeerd              | Niet gekwalificeerd              | Niet gekwalificeerd              | Niet gekwalificeerd              | Niet gekwalificeerd              |
| 2002                             | Niet gekwalificeerd              | Niet gekwalificeerd              | Niet gekwalificeerd              | Niet gekwalificeerd              | Niet gekwalificeerd              | Niet gekwalificeerd              | Niet gekwalificeerd              | Niet gekwalificeerd              |
| 2003                             | Niet gekwalificeerd              | Niet gekwalificeerd              | Niet gekwalificeerd              | Niet gekwalificeerd              | Niet gekwalificeerd              | Niet gekwalificeerd              | Niet gekwalificeerd              | Niet gekwalificeerd              |
| 2005                             | Niet gekwalificeerd              | Niet gekwalificeerd              | Niet gekwalificeerd              | Niet gekwalificeerd              | Niet gekwalificeerd              | Niet gekwalificeerd              | Niet gekwalificeerd              | Niet gekwalificeerd              |
| 2007                             | Niet gekwalificeerd              | Niet gekwalificeerd              | Niet gekwalificeerd              | Niet gekwalificeerd              | Niet gekwalificeerd              | Niet gekwalificeerd              | Niet gekwalificeerd              | Niet gekwalificeerd              |
| 2009                             | Groepsfase                       | 3                                | 0                                | 0                                | 3                                | 0                                | 10                               | (kwal.)                          |
| 2011                             | Groepsfase                       | 3                                | 0                                | 0                                | 3                                | 1                                | 15                               | (kwal.)                          |
| 2013                             | Niet gekwalificeerd              | Niet gekwalificeerd              | Niet gekwalificeerd              | Niet gekwalificeerd              | Niet gekwalificeerd              | Niet gekwalificeerd              | Niet gekwalificeerd              | Niet gekwalificeerd              |
| 2015                             | Niet gekwalificeerd              | Niet gekwalificeerd              | Niet gekwalificeerd              | Niet gekwalificeerd              | Niet gekwalificeerd              | Niet gekwalificeerd              | Niet gekwalificeerd              | Niet gekwalificeerd              |
| 2017                             | Niet gekwalificeerd              | Niet gekwalificeerd              | Niet gekwalificeerd              | Niet gekwalificeerd              | Niet gekwalificeerd              | Niet gekwalificeerd              | Niet gekwalificeerd              | Niet gekwalificeerd              |
| 2019                             | Niet gekwalificeerd              | Niet gekwalificeerd              | Niet gekwalificeerd              | Niet gekwalificeerd              | Niet gekwalificeerd              | Niet gekwalificeerd              | Niet gekwalificeerd              | Niet gekwalificeerd              |
| 2021                             | Groepsfase                       | 3                                | 0                                | 0                                | 3                                | 1                                | 11                               | (kwal.)                          |
| 2023                             | Niet gekwalificeerd              | Niet gekwalificeerd              | Niet gekwalificeerd              | Niet gekwalificeerd              | Niet gekwalificeerd              | Niet gekwalificeerd              | Niet gekwalificeerd              | Niet gekwalificeerd              |
| 2025                             | Niet gekwalificeerd              | Niet gekwalificeerd              | Niet gekwalificeerd              | Niet gekwalificeerd              | Niet gekwalificeerd              | Niet gekwalificeerd              | Niet gekwalificeerd              | Niet gekwalificeerd              |

### CONCACAF Nations League
| 2019–20 | B | 6 | 4 | 2 | 0 | 8 | 4  | A |
| 2022–23 | A | 4 | 0 | 1 | 3 | 4 | 17 | A |
| 2023–24 | B | 4 | 0 | 1 | 3 | 2 | 13 | B |
| 2024–25 | B | 6 | 2 | 1 | 3 | 7 | 6  | B |

## FIFA-wereldranglijst[1]
| 1993 | 1994 | 1995 | 1996 | 1997 | 1998 | 1999 | 2000 | 2001 | 2002 | 2003 | 2004 | 2005 | 2006 | 2007 | 2008 | 2009 | 2010 | 2011 | 2012 | 2013 | 2014 | 2015 | 2016 | 2017 | 2018 |
| ---- | ---- | ---- | ---- | ---- | ---- | ---- | ---- | ---- | ---- | ---- | ---- | ---- | ---- | ---- | ---- | ---- | ---- | ---- | ---- | ---- | ---- | ---- | ---- | ---- | ---- |
| 143  | 142  | 141  | 127  | 111  | 117  | 121  | 143  | 133  | 131  | 154  | 144  | 151  | 163  | 176  | 118  | 138  | 94   | 134  | 138  | 136  | 155  | 163  | 158  | 161  | 173  |

## Bekende spelers
GFA · A-internationals · Bondscoaches · Statistieken · Grenediaans vrouwenelftal · Olympisch elftal
1978 – 1989 · 
1990 – 1999 · 
2000 – 2009 · 
2010 – 2019 ·
2020 − 2029
CGC 2009 · 
CGC 2011 ·
CGC 2021
Amerikaanse Maagdeneilanden ·
Andorra ·
Anguilla ·
Antigua en Barbuda ·
Aruba ·
Bahama's ·
Barbados ·
Belize ·
Bermuda ·
Britse Maagdeneilanden ·
Costa Rica ·
Cuba ·
Curaçao ·
Dominica ·
El Salvador ·
Gibraltar ·
Guatemala ·
Guyana ·
Haïti ·
Honduras ·
Jamaica ·
Kaaimaneilanden ·
Montserrat ·
Nederlandse Antillen ·
Noorwegen ·
Panama ·
Puerto Rico ·
Qatar ·
Rusland ·
Saint Kitts en Nevis ·
Saint Lucia ·
Saint Vincent en de Grenadines ·
Suriname ·
Taiwan ·
Trinidad en Tobago ·
Verenigde Staten